# Zvezde Granda
Zvezde Granda (Grand Stars) ist eine  Castingshow der Medienfirma Grand Production.

## Produktion
Gesendet wird die Show auf den Sendern Prva in Serbien, Kanal 5 in Mazedonien, Pink M in Montenegro und OBN in Bosnien und Herzegowina. Die Sendung ist sehr populär und erreicht Einschaltquoten von bis zu 80 % der Zuschauer. Die erste Staffel wurde 2004 ausgestrahlt. Seitdem gab es weitere in den Folgejahren. Die Titel der Kandidaten stammen aus den Musikrichtungen Folk, Turbo-Folk, Pop und Rock, aus allen Ländern des ehemaligen Jugoslawiens.
Das Konzept der Sendung orientiert sich an jenem, anderer Castingshows, mit einer Jury die in ganz Serbien, Bosnien und Herzegowina, Montenegro und Nordmazedonien, in einer Vorauswahl, Teilnehmer aussucht. Die Jury besteht aus sechs Personen, welche Sänger oder Textschreiber sind. Die zweite Jury besteht aus dem Geschäftsführer der Grand Production und einer weiteren Person. Der Gewinner der Show wird in einer Reihe von Sendungen durch Telefonwahl ermittelt.

## Staffeln

### 2004
| Wettbewerber        | Herkunft  | Platz    |
| ------------------- | --------- | -------- |
| Branislav Mojićević | Čačak     | Sieger   |
| Stevan Anđelković   | Leskovac  | 2. Platz |
| Tanja Savić         | Smederevo | 3. Platz |
| Darko Filipović     | Leskovac  | 4. Platz |
| Nemanja Nikolić     | Doljevac  | 5. Platz |
| Slavica Ćukteraš    | Šabac     | 6. Platz |

Bane Mojićević gewann die erste Show. Die anderen Finalisten Tanja Savić, Slavica Ćukteraš und Darko Filipović produzierten jeweils auch ein Album, wobei nur Tanja Savić und Slavica Ćukteraš größeren Erfolg hatten. Stevan Anđelković, Slavica Ćukteraš, Darko Filipović, Bane Mojićević und Tanja Savić waren als "Grand Band" für die Beovizija 2006, dem serbischen Vorentscheid zum Eurovision Song Contest, angemeldet. Sie zogen jedoch ihre Teilnahme, wegen Manipulationsgerüchten, kurzfristig zurück. Bane Mojićević und Tanja Savić nahmen 2007 mit dem Duett "Simpatija" an der Beovizija teil.

### 2005
- Milica Todorović – Siegerin
- Aca Ranđelović – 2. Platz
- Jadranka Barjaktarović – 3. Platz
- Nenad Jovanović
- Saša Jovanović
- Jovana Pajić

Die zweite Staffel gewann Milica Todorović.

### 2007
Die dritte Staffel wurde von Ena Popov und Marko Miljković präsentiert, welche durch die serbische Show Veliki brat (Big Brother) bekannt wurden.
- Dušan Svilar – Sieger
- Radmila Manojlović – 2. Platz
- Milan Dinčić Dinča – 3. Platz
- Slobodan Batjarević Cobe
- Silvija Nedeljković
- Milan Stanković
- Nemanja Stevanović

Der Sieger wurde am 15. September im Tašmajdan Sportzentrum gewählt. Überraschend gewann der siebzehnjährige Dušan Svilar mit Pop-Titeln abseits der populären Turbo-Folk Darbietungen. Milan Stanković belegte den 4. Platz, obgleich er der klare Favorit auf den Sieg war. 2010 vertrat Stanković Serbien beim Eurovision Song Contest in Oslo.

### 2008–2009
Die vierte Staffel begann am 20. September 2008 mit 37 Kandidaten. Präsentiert wurde die Show von den letztjährigen Finalisten Silvija Nedeljković und Nemanja Stevanović.
- Darko Lazić – Sieger
- Milan Topalović Topalko – 2. Platz
- Slobodan Vasić – 3. Platz
- Jelena Kostov
- Saša Kapor
- Jovan Stefanović
- Svetlana Ceca Tanasić

Der Gewinner wurde am 20. Juni in der Belgrad Arena präsentiert.

### 2010–2011
- Stefan Petrušić – Sieger
- Ivana Pavković – 2. Platz
- Milan Mitrović – 3. Platz
- Mišel Gvozdenović
- Mirjana Mirković
- Dragi Domić
- Andrija Marković Aki
- Bojana Šarović

Der Gewinner dieser Staffel wurde am 18. Juni in der Belgrad Arena bekanntgegeben. Das Finale wurde auf dem serbischen Sender RTV Pink live übertragen. Stefan Petrušić bekam von den Zuschauern 214.000 SMS-Stimmen, während die Vizemeisterin Ivana Pavković 183.000 SMS-Stimmen bekam. Saša Popović erklärte in seiner Show Narod pita, dass Ivana Pavković die Gewinnerin hätte sein sollen. Mehr als die Hälfte der Zuschauer waren Mädchen, und deswegen hatten die Zuschauerinnen für die männlichen Teilnehmer abgestimmt und nicht für die Frauen.
Der Gewinner Stefan Petrušić bekam ein Luxus-Apartment in Belgrad, einen Plattenvertrag und ging in Serbien und den Nachbarstaaten auf Tour. Die Zweitplatzierte Ivana Pavkovic bekam ein neues Auto und durfte mit Stefan Petrušić gemeinsam auf Tournee gehen. Beim Finale sangen Sänger und Sängerinnen, die in den vergangenen Jahren auch bei Zvezde Granda teilgenommen hatten: Milan Topalović Topalko, Darko Lazić, Dušan Svilar, Milica Todorović, Milan Dinčić Dinča, Branislav Mojićević.

### 2011–2012
- Darko Martinović – Sieger
- Aleksa Radenković – 2. Platz
- Nikola Nešić – 3. Platz
- Miroslav Radulović
- Nadica Ademov
- Vanja Mijatović
- Andreana Čekić
- Milica Pavlović
- Nikolina Kovač
- Slobodan Rakić

### 2012–2013
- Amar Jašarspahić Gile – Sieger
- Nemanja Anđelović – 2. Platz
- Slobodan Đurković – 3. Platz
- Aleksandra Prijović – 4. Platz
- Miloš Brkić – 5. Platz
- Stefan Lukić – 6. Platz
- Slađana Mandić – 7. Platz
- Katarina Grujić – 8. Platz
- Rada Sarić – 9. Platz
- Milena Mima Novaković – 10. Platz

Die gesamte Staffel moderierten Milan Mitrović und Ana Sević. Der Gewinner bekam ein Luxus-Apartment in Belgrad und einen Plattenvertrag.
Amar hat fast doppelt so viele Stimmen bekommen wie der Zweitplatzierte Nemanja Anđelović. Die Sängerin Svetlana Ceca Ražnatović überreichte ihm den Gewinn. Saša Popović gab bekannt, dass der Gewinner 168.718, der Zweitplatzierte über 88.000 SMS-Stimmen erzielt habe.
Auch in diesem Jahr gibt es eine weitere Staffel. Das Konzept wurde ein wenig verändert, es ähnelt der Castingshow The Voice of Germany. In der Jury sitzen fünf serbische Sänger und Sängerinnen: Aca Lukas, Zorica Brunclik, Šaban Šaulić, Snežana Đurišić und Dragan Stojković Bosanac.

### 2013–2014
- Mirza Selimović – Sieger
- Miloš Vujanović – 2. Platz
- Marko Gačić – 3. Platz
- Ajša Kapetanović
- Mustafa Omerika
- Bakir Turković
- Ljubomir Perućica
- Predrag Bošnjak

### 2014–2015
- Haris Berković – Sieger
- Semir Jahić – 2. Platz
- Filip Božinovski – 3. Platz
- Alen Hasanović – 4. Platz

In diesem Jahr wurde die Sendung von Sanja Kužet und Voja Nedeljković moderiert. Alle 12 Kandidaten, die es ins Finale geschafft haben, bekamen einen eigenen Song. Der Zweitplatzierte bekam ein Auto der Marke Škoda, der Sieger eine Wohnung in Belgrad und einen Plattenvertrag.

### 2015–2016
In dieser kamen die serbische Pop-Sängerin Jelena Karleuša und die serbischen Sängerinnen Viki Miljković sowie Marija Šerifović, die den Eurovision Song Contest 2007 in Helsinki gewann, neu in die Jury. Außerdem sitzt jetzt in der Produktions-Jury nicht mehr die Sängerin Lepa Brena neben Saša Popović, sondern Snežana Đurišić.
Geplant ist auch eine Adaption der Sendung für Kinder unter dem Namen „Neki Novi Klinci“.